# Welttoilettenorganisation
Die Welttoilettenorganisation, kurz WTO für World Toilet Organization, ist eine nichtkommerzielle internationale Nichtregierungsorganisation (NRO) mit dem Ziel, die Situation sanitärer Einrichtungen weltweit zu verbessern. Die World Toilet Organization ist ein Dachverband nationaler Toilettenorganisationen und hat nach eigenen Angaben mittlerweile 235 Mitgliedsorganisationen aus 58 Ländern.

## Gründungsgeschichte

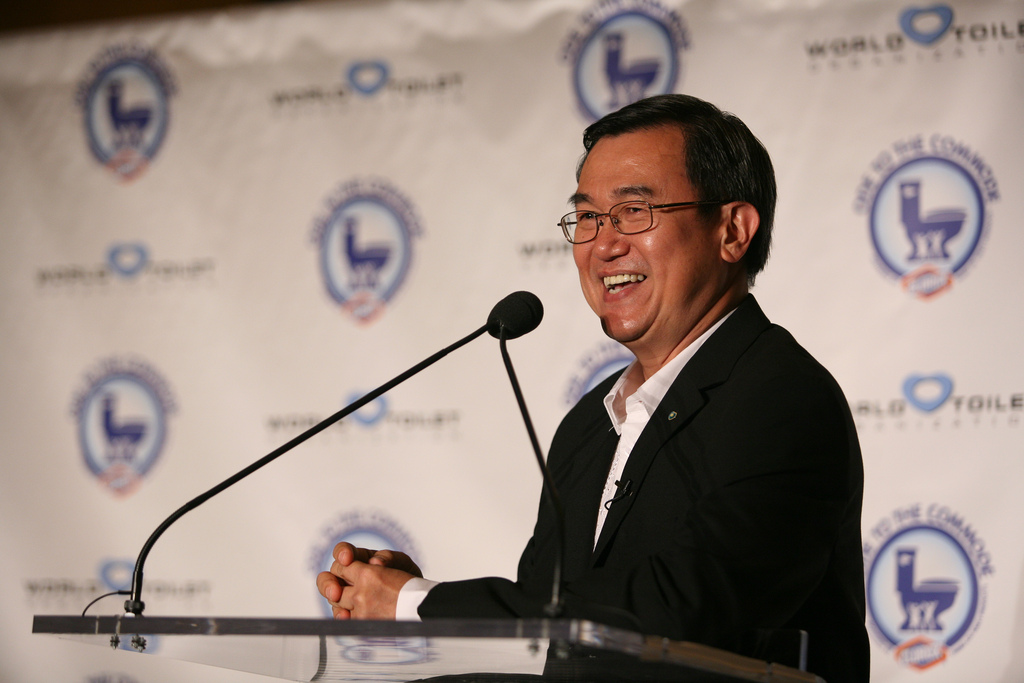
Jack Sim, Präsident der World Toilet Organization, 2010

Gegründet wurde die World Toilet Organization 2001 in Singapur von dem Unternehmer Jack Sim (* 1961). Als Anlass seines Engagements wird ein Zeitungsartikel angegeben, in dem der Premierminister Singapurs Goh Chok Tong äußerte, dass der Zustand der öffentlichen Toiletten eines Landes viel über das soziale System aussage. Mit Blick auf den Zustand der öffentlichen Toiletten seines Landes gründete Sim 1998 eine Toilettenorganisation in Singapur und machte die Verbesserung der Hygienesituation zu seiner Lebensaufgabe. Drei Jahre später gründete er die World Toilet Organization, deren Vorsitzender er bis heute ist. Seine bisherige Unternehmertätigkeit gab er inzwischen ganz auf.

## Grundlage der Arbeit
Nach Ansicht der World Toilet Organization sind hygienische und zweckmäßige Toiletten eine Notwendigkeit und ein grundsätzliches Menschenrecht. Sie bedeuten Würde und sind ein Symbol für den Fortschritt einer Gesellschaft.
In den Entwicklungsländern fehlen Toiletten für 2,5 Milliarden Menschen.
Gleichzeitig lehnen es viele Menschen aus Erziehung und Gewohnheit ab, sich in einem engen Raum mit ihren Exkrementen aufzuhalten. Wenn Exkremente als unrein gelten, werden oft auch Toiletten als unrein angesehen, so dass ein Umdenken und Verständnis für Hygiene erreicht werden muss. So geht z. B. in Indien in ca. 40 % der Haushalte mit Toilette mindestens eine Person noch ins Freie, um die Notdurft zu verrichten.
Toiletten sind ein wichtiger Schritt zur Verbesserung der Hygiene. Wenn aber ihre Entsorgung wegen fehlender Kanalisation oder Kläranlagen unzureichend ist, bleibt das Problem der Verunreinigung von Flüssen, Grundwasser und dem Boden ungelöst. Weiterhin infizieren sich daher zahlreiche Menschen mit Krankheiten.
Es wird davon ausgegangen, dass täglich 6.000 Kinder allein an Durchfallerkrankungen sterben. Häufig werden diese durch mangelnde Hygiene und unsaubere Abwässer verursacht. Auch können viele gefährliche Krankheiten wie die oft tödliche Lungenkrankheit SARS durch unsaubere Sanitäranlagen übertragen werden.

## Aufgaben und Ziele
Die World Toilet Organization sieht sich als Netzwerk internationaler Experten und nationaler Institutionen, die sich mit Toiletten- und Abwassersystemen beschäftigen. Ein Ziel der World Toilet Organization ist es, zur Erfüllung der UN-Millenniumsziele der Vereinten Nationen beizutragen. Das Millennium-Entwicklungsziel Nr. 7 c fordert den Anteil der Weltbevölkerung, der ohne Zugang zu Trinkwasser und sanitärer Grundversorgung lebt, bis 2015 zu halbieren. Im Jahr 2008 lebten 38 Prozent der Weltbevölkerung ohne Zugang. Das auf dem Weltgipfel für nachhaltige Entwicklung von Johannesburg (2002) um die Sanitärversorgung der Weltbevölkerung erweiterte Entwicklungsziel Nr. 7 c fordert, den Anteil der Weltbevölkerung die ohne adäquaten und dauerhaften Zugang zu Trinkwasser lebt bis 2015 auf 11 Prozent und den Anteil der Weltbevölkerung die ohne sanitäre Grundversorgung lebt auf 23 Prozent zu senken. Partner sind ASHOKA und weitere.

## Aktivitäten
Heute gehören der World Toilet Organization diverse Organisationen, Regierungsbehörden und Universitäten aus aller Welt an. Die World Toilet Organization initiierte den in der Regel jährlich stattfindenden World Toilet Summit. Bisher wurde dieser an folgenden Orten abgehalten:
- 2001 Singapur, Singapur
- 2002 Seoul, Südkorea
- 2003 Taipeh, Taiwan (Republik China)
- 2004 Peking, Volksrepublik China
- 2005 Belfast, Nordirland
- 2006 Bangkok, Thailand
- 2007 Neu-Delhi, Indien
- 2008 Macau, Volksrepublik China
- 2009 Singapur, Singapur
- 2010 Philadelphia, USA
- 2011 Hainan, Volksrepublik China
- 2012 Durban, Südafrika
- 2013 Surakarta, Indonesien
- 2015 Neu-Delhi, Indien
- 2016 Kuching, Malaysia
- 2017 Melbourne, Australien[8]
- 2018 Bombay, Indien[9]
- 2019 Sao Paulo, Brasilien

Logo des Welttoilettentages

Die Organisation forcierte die Anerkennung des Welttoilettentages, der jährlich am 19. November – bis 2013 parallel zum World Toilet Summit – stattfindet. Am 24. Juli 2013 hat die Generalversammlung der Vereinten Nationen einstimmig, auf Vorschlag Singapurs, den 19. November zum UN-Welt-Toiletten-Tag erklärt, im Kampf für sanitäre Grundversorgung und um hygienische Sanitäranlagen.
Unterstützt werden die Bemühungen um mehr Öffentlichkeit für eine sanitäre Grundversorgung von der UN-Beauftragten für Wasser und sanitäre Grundversorgung Uschi Eid.
Am 19. November 2005 wurde das World Toilet College in Singapur eröffnet. Dort werden Experten für sanitäre Anlagen ausgebildet. Das College versteht sich als unabhängige Einrichtung, an der die bestmöglichen Lösungen für Toilettensysteme hinsichtlich der Benutzbarkeit, der Hygiene, der Unterhaltung und zum Schutz der Umwelt erlernt werden können. Hierzu werden Trainingsprogramme zu verschiedenen Themen aus den Gebieten Hygiene und Sanitärsysteme angeboten. Das World Toilet College ist auch eine mobile Einrichtung, d. h. die Schulungen finden nicht nur in Singapur, sondern auch überall dort statt, wo sie gebraucht werden. Die Ausbildungseinrichtung wird von dem deutschen Biogas- und Abwasserexperten Heinz-Peter Mang geleitet.
Durch Aktionen im öffentlichen Bereich bemüht sich die Organisation um Aufmerksamkeit für ihre Arbeit.

## Partnerorganisationen und Kooperationspartner
Die WTO fungiert als Schnittstelle eines globalen Netzwerks bestehend aus unabhängigen Organisationen. Sie fördert den Austausch von Informationen und Wissen zwischen diesen Partnern. Sowohl Nichtregierungsorganisationen als auch staatliche (lokale, nationale) und supranationale Institutionen können Mitglied der WTO werden. Die Mitgliedschaft ist kostenfrei.
Deutscher Partner der World Toilet Organisation ist die German Toilet Organization e. V. (GTO) mit Sitz in Berlin. Sie ist seit Januar 2006 offiziell als Verein eingetragen und inzwischen als gemeinnützig anerkannt. Leiter der Organisation ist Thilo Panzerbieter.
Auswahl einiger weiterer Partnerorganisationen:
- Restroom Association (Singapore)
- Japan Toilet Association
- Korea Clean Toilet Association
- Taiwan Toilet Association
- Australia Toilet
- Beijing Tourism Bureau
- British Toilet Association
- Global Sanitet Club Finland (ehemals Finland Toilet Association)
- Gramalaya, India
- Indonesia Toilet Association
- Malaysia Toilet Committee
- Moscow Toilet Association
- Paruresis Society, USA
- Society of Continence
- Sulabh International
- Toilet & Toilet India
- Philippines Toilet Association
- Metroped Inc
- South African Toilet Organisation